# Полтавска област
Полтавска област (укр. Полтавська область), позната и као Полтавшчина (укр. Полтавщина), област је која се налази у централном делу Украјине. Административни центар области је град Полтава.

## Географија
Полтавска област се налази у централном делу Украјине. Њена површина је 28.748 km2. Област се граничи са Кировоградском, Кијевском, Чернихивском, Сумском, Харковском, Черкашком и Дњепропетровском облашћу.

## Економија
Полтавска област је центар Украјинске нафтне и гасне индустрије. У овој области се налазе многа налазишта нафте и земног гаса, и развијена је мрежа цевовода. У граду Кременчугу се налази велика рафинерија нафте. У овој области се налазе и важна постројења за обраду гвоздене руде. У области се укупно налази 374 велике индустријске организације и 618 мањих.
Пољопривреда је такође солидно развијена. Почетком 1999. године било је регистровано 1.311 пољопривредних добара.

## Становништво
| Националност | 1989. | 2001. | Матерњи језик    | 1989. | 2001. |
| Украјинци    | 87,9% | 91,4% | Украјински језик | 85,9% | 90,0% |
| Руси         | 10,2% | 7,2%  | Руски језик      | 13,2% | 9,5%  |
| Белоруси     | 0,5%  | 0,4%  | остали језици    | 0,9%  | 0,5%  |
| Јермени      | 0,1%  | 0,2%  |                  |       |       |
| Молдавци     | 0,2%  | 0,2%  |                  |       |       |
| Јевреји      | 0,4%  | 0,1%  |                  |       |       |